# Solo una notte (film 1939)
Solo una notte (En enda natt) è un film del 1939, diretto dal regista Gustaf Molander.

## Trama
Valdemar lavora in un parco divertimenti ma non sa di essere il figlio illegittimo del colonnello Von Brede.
Quando il colonnello lo scopre lo chiama come responsabile dei suoi cavalli, colonnello ha anche una figlia, Eva coetanea di Valdemar. Il colonnello deve quindi evitare che i due si innamorino mantenendo il segreto sull'identità del ragazzo.